# St. Josef (Tunzenberg)

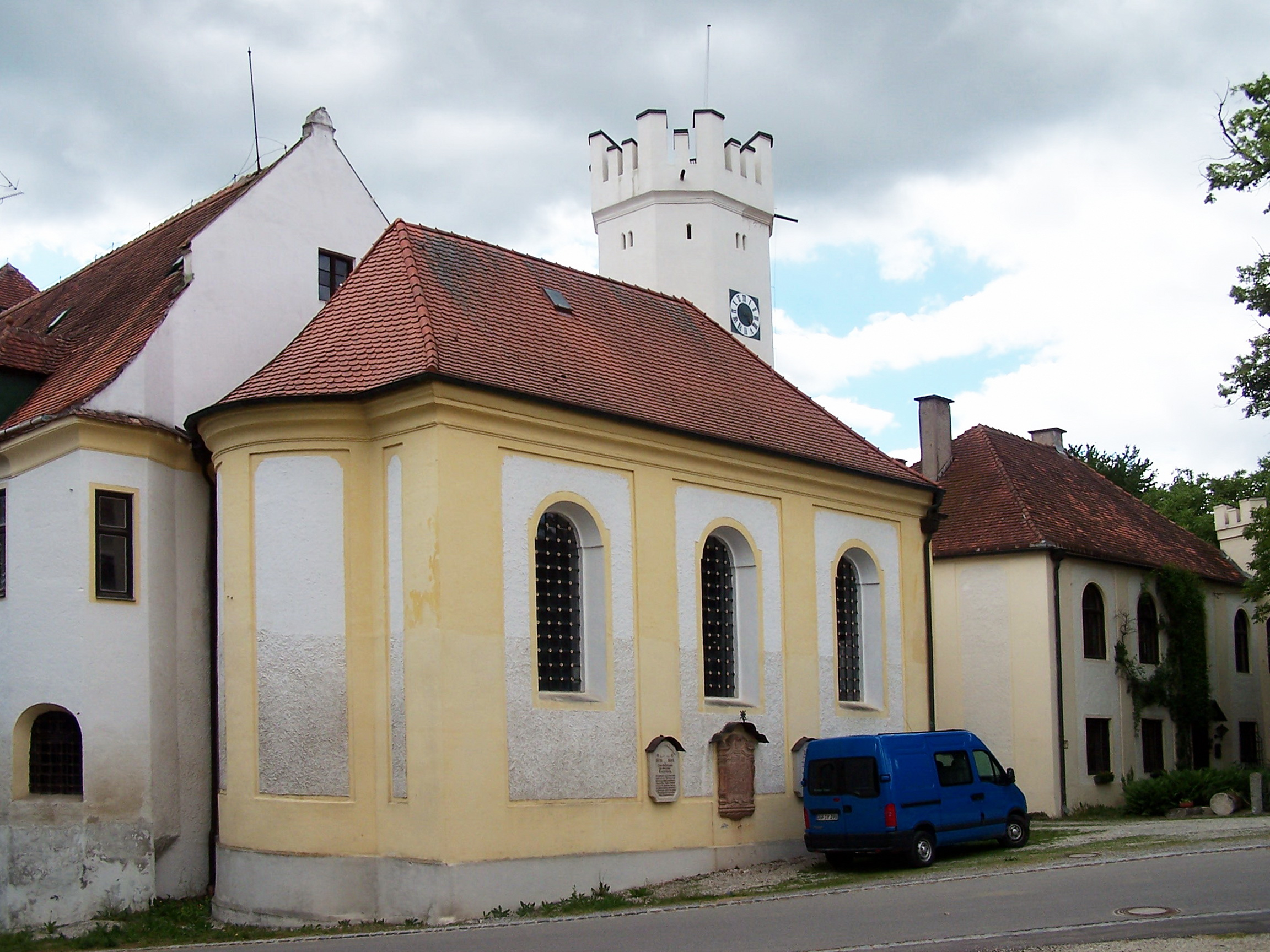
Schlosskapelle St. Josef in Tunzenberg (2004)

Die römisch-katholische Schlosskapelle und Benefiziumskirche St. Josef in Tunzenberg, einem Gemeindeteil der niederbayerischen Gemeinde Mengkofen im Landkreis Dingolfing-Landau, gehört zur Pfarreiengemeinschaft Mengkofen-Tunding mit Hüttenkofen/Puchhausen und zum Dekanat Dingolfing im Bistum Regensburg. Das Patrozinium von St. Josef ist am 19. März. Die Schlossanlage mit der Kapelle ist als Baudenkmal unter der Aktennummer D-2-79-127-94 eingetragen. „Untertägige Befunde des Mittelalters und der frühen Neuzeit im Bereich des ehem. Hofmarkschlosses mit Wirtschaftsgebäuden und zugehöriger Kath. Schlosskirche St. Joseph in Tunzenberg, darunter die Spuren von Vorgängerbauten bzw. älteren Bauphasen“ sind zudem als Bodendenkmal mit der Aktennummer D-2-7240-0216 verzeichnet.

## Geschichte
Die früheste Erwähnung einer Kirche in Tunzenberg stammt aus dem Jahr 1718, damals heiratete am 15. Februar 1718 der Hofmarksherr Franz Maximilian von Schafsoed in der Kapelle, 200 m entfernt vom Schloss Tunzenberg und mit dem Patrozinium der heiligsten Dreifaltigkeit. Dieser Hofmarksherr erbaute kurz danach die neue Schlosskapelle und die frühere Kirche verschwand. Am 4. Juli 1722 wurde die Kirche von dem Regensburger Weihbischof Gottfried Langwerth von Simmern eingeweiht, der zwei Tage zuvor auch die Pfarrkirche von Mengkofen eingeweiht hatte. Die Kirche erhielt dabei einen neuen Patron. Die Kirche war lange Zeit im Besitz der Hofmarksherren, gehört aber heute zur Pfarrei Mengkofen.

## Baulichkeit
Die neue Kirche ist an das Schloss angebaut und liegt jenseits der Toreinfahrt. Die Kirche hatte einst einen Zwiebelturm, jetzt aber einen zinnenbekrönten Schlossturm aus dem 19. Jahrhundert mit einer Uhr und drei Glocken; eine davon ist die Sterbeglocke. Die Kirche ist ein lisenengegliederter Walmdachbau und ist einschiffig. Der Innenraum der Saalkirche besitzt drei Joche mit Tonnengewölben, Stichkappen mit Stuckrahmen und flachen Wandpilastern. Der Chor wird durch eine Stufe und eine Balustrade vom Kirchenraum abgegrenzt. Die Chornische ist durch den Altar und eine Muschelform im oberen Bereich völlig ausgefüllt.
Die letzte Renovierung erfolgte 2004.

## Innenausstattung
Der Altar besteht aus Untersberger und rotem Tegernseer Marmor. Der Tabernakel ist vollständig aus Marmor gefertigt. Rechts und links davon befinden sich Säulenpaare, eine davon gedreht. Das Altarbild von 17755/80 zeigt den Kirchenheiligen St. Josef mit dem Jesuskind vor Gottvater. Zwei frühere Seitenaltäre, geweiht dem hl. Karl Borromäus und dem hl. Franz Xaver wurden 1860 nach Pramersbuch verschenkt. Erhalten blieben zwei Nischen seitlich des Hochaltars mit zwei Rokokoschreinen mit den Gebeinen der Märtyrer Valerius (mit der Aufschrift Valeria deposito in paca an. CXLVII) und Longinus.
Die Kanzel wurde 1855 errichtet. Bemerkenswert im Innenbereich sind ein Kruzifix mit der trauernden  Schmerzensmutter und ein Kreuzweg von 1754. Ein weiteres Kruzifix befindet sich auf der Orgelempore. Das Kirchengestühl ist mit Akanthus- und Muschelwerk verziert.
In der Kirche befinden sich an den Seiten mehrere Epitaphe, so von Pfarrer Johann Georg Kalmberger († 1736), Maria Franziska Philippina Gräfin von Hohenembs († 1643), Franz Anton von Schleich († 1738); weitere Adelige sind unter den Kirchenboden begraben.
Erwähnenswert sind auch die geschnitzten Schränke in der Sakristei. Hier befindet sich auch ein Bild, welches die Legende von einem armen Geigerlein darstellt, dem von Jesu ein goldener Schuh geschenkt wurde. Er wurde daraufhin beschuldigt, den Schuh gestohlen zu haben, konnte aber vor dem Kruzifix seine Unschuld beweisen, denn der Gekreuzigte warf ihm einen zweiten Schuh herunter.

## Orgel
Eine neue Orgel wird 1830 angeschafft, die alte wurde nach Dengkofen verschenkt.